# Serrat de Comescurtes
La Serrat de Comescurtes és una serra situada al municipi d'Oristà a la comarca del Lluçanès, amb una elevació màxima de 690 metres.